# Прокопенко, Андрей Васильевич
Андре́й Васи́льевич Прокопе́нко (1915, с. Покровское, Бахмутский уезд, Екатеринославская губерния, Российская империя — октябрь 1989, Москва, РСФСР) — советский организатор органов государственной безопасности, председатель КГБ при Совете Министров Молдавской ССР (1955—1959), генерал-майор (1964).

## Биография
Родился в семье почтальона. Украинец. Член ВКП(б) с января 1940 г. В 1956 г. заочно окончил ВПШ при ЦК КПСС.
С 1930 г. — ученик электрослесаря, с 1932 г. — электрослесарь завода им. Ворошилова Константиновского района Донецкой области, электрослесарь «Краматорскстроя». С 1933 г. — старший пионервожатый различных средних школ Донецкой области.
В октябре 1935 г. поступил в Учительский институт в г. Артёмовске, однако в 1936 г. оставил учёбу, работал заведующим пионерским отделом городского комитета ЛКСМУ Артемовска. В 1937 г. вернулся в институт и после окончания 1-го курса был направлен на работу в НКВД.
С 1938 г. после окончания Киевской межкраевой школы ГУГБ НКВД — помощник оперуполномоченного, оперуполномоченный 3-го отдела (контрразведки) 1-го Управления (госбезопасности) — УГБ НКВД Украинской ССР, с марта 1941 г. — старший оперуполномоченный 1-го отдела Контрразведывательного управления НКГБ Украинской ССР.
После начала Великой Отечественной войны занимался организацией партизанской борьбы в тылу противника на территории Украины: с августа 1941 г. — помощник начальника разведки 2-го партизанского полка НКВД Украинской ССР, с ноября 1941 г. — заместитель начальника отделения 4-го Управления НКВД Украинской ССР, с мая 1942 г. — помощник начальника отдела разведки Украинского штаба партизанского движения (Ворошиловград, Сталинград, Москва), с ноября 1942 г. — заместитель командира соединения партизанских отрядов, Житомирская область.
С мая 1944 г. — начальник отделения 2-го Управления НКГБ Украинской ССР, с декабря 1944 г. — начальник Черкасского горотдела НКГБ.
Затем занимал руководящие должности системе органов государственной безопасности Украинской ССР, Молдавской ССР и СССР:
- 1946—1950 гг. — заместитель начальника УМГБ Украинской ССР по Тернопольской области по кадрам,
- 1950—1951 гг. — заместитель начальника 5-го Управления МГБ Украинской ССР,
- январь-июнь 1952 г. — начальник 1-го отдела 5-го Управления МГБ СССР,
- 1952—1953 гг. — начальник 5-го отдела 5-го Управления МГБ СССР,
- 1953—1954 гг. — заместитель начальника 4-го отдела (с 7 мая 1953 г. — 6-го отдела) 4-го Управления МВД СССР,
- апрель-июль 1954 г. — заместитель начальника отдела 4-го Управления КГБ при Совете Министров СССР,
- 1954—1955 гг. — начальник 9-го отдела 4-го Управления КГБ при Совете Министров СССР,
- 1955—1959 гг. — председатель КГБ при Совете Министров Молдавской ССР,
- 1959—1973 гг. — начальник Учётно-архивного отдела (с 21 октября 1966 г. — 10-й отдел) КГБ при Совете Министров СССР.

С июля 1973 г. — в действующем резерве КГБ СССР.
В 1978—1986 гг. — начальник 1-го отдела Комитета при Совете Министров СССР по делам изобретений и открытий при АН СССР (с июля 1978 г. — Государственный комитет СССР по делам изобретений и открытий).
С августа 1986 г. — на пенсии.

## Награды и звания
Награждён орденами:
- Ленина (5 января 1943),
- Красного Знамени (18 июля 1942),
- Богдана Хмельницкого II степени (28 апреля 1945),
- Отечественной войны I степени (11 марта 1985),
- Отечественной войны II степени (29 октября 1948),
- Красной Звезды — тремя (24 декабря 1942, 25 июня 1954, 30 октября 1967).

Нагрудным знаком «Заслуженный работник НКВД» (13 июня 1944), 14 медалями.
Иностранными наградами: орденом «Виртути Милитари» V класса (ПНР), 4 медалями Монгольской Народной Республики.